# Oleksij Mychajlyčenko
Oleksij Oleksandrovyč Mykhaylchenko (in ucraino Олексій Олександрович Михайличенко?; in russo Алексей Александрович Михайличенко?, Aleksej Aleksandrovič Michajličenko; Kiev, 30 marzo 1963) è un dirigente sportivo, allenatore di calcio ed ex calciatore ucraino, fino al 1991 di nazionalità sovietica.
Prodotto delle giovanili della Dinamo Kiev, centrocampista duttile in grado di abbinare qualità e quantità, vinse otto trofei nazionali in nove anni di militanza nel club ucraino. Arrivò alla notorietà internazionale nell'estate del 1988, quando raggiunse con la nazionale sovietica la finale del campionato d'Europa 1988 persa contro i Paesi Bassi. In seguito giocò per una sola stagione con la maglia della Sampdoria, vincendo lo scudetto nel 1990-1991 prima di terminare la carriera in Scozia, dove vinse dieci trofei nazionali in cinque stagioni con i Rangers. Conta 36 presenze e 9 gol nella nazionale sovietica, 5 presenze nella nazionale della CSI e 2 presenze nella nazionale ucraina. Fu eletto Calciatore ucraino dell'anno nel 1987 e nel 1988 e Calciatore sovietico dell'anno nel 1988.

## Biografia
Sposato, al suo arrivo a Genova cercò di imparare l'italiano, a differenza della moglie. Tuttavia non riuscì mai ad apprendere bene la lingua e a causa del suo atteggiamento solitario e definito «troppo serioso», Mychajlyčenko non fu mai in grado di integrarsi completamente nel gruppo blucerchiato.

## Caratteristiche tecniche

### Giocatore
Mediano, cresce assieme a Valerij Lobanovs'kyj nella sua URSS, dov'è spesso schierato tatticamente nella marcatura dell'incursore avversario. È stato un calciatore polivalente, potendo giocare in ogni zona del campo, tendendo a giocare verso la parte sinistra. Durante la finale a Euro 1988 contro i Paesi Bassi (persa 2-0), Lobanovs'kyj lo schiera inizialmente come interno di centrocampo nel suo 4-4-2, spostandolo in attacco verso la fine dell'incontro. Poteva giocare come esterno destro, sinistro o regista ed era in possesso di un buon tiro dalla distanza oltre ad ottimi lanci lunghi. Campione votato al gioco collettivo di Lobanovs'kyj, era un giocatore forte fisicamente, agonisticamente «cattivo», di qualità, di quantità, rifinitore, leader, esperto, veloce, tattico e dotato tecnicamente. Durante la sua permanenza italiana si dimostra essere un calciatore lento.
È stato definito dal compagno di squadra Roberto Mancini «indispensabile», nonostante in un'occasione, in diretta televisiva, lo stesso Mancini ordinò all'allenatore Boškov di lasciare il sovietico in panchina.

## Carriera

### Giocatore

#### Club
(Da uno scambio tra un giornalista italiano e Mychajlyčenko, riportato da Gianni Mura su la Repubblica del 25 giugno 1988.)
Come dichiara lo stesso Lobanovs'kyj, Mychajlyčenko gioca per sei anni tra la seconda squadra, la riserve e le giovanili della Dinamo Kiev prima di essere integrato nella squadra e soprattutto nel gioco di Lobanovs'kyj, che mette sempre la squadra davanti all'individualità e alla fantasia dei singoli. Nell'estate 1988 guadagna 700 rubli al mese.
Nel maggio del 1990 iniziano le trattative con la Sampdoria per il sovietico, che si concludono verso la fine del giugno seguente: è acquistato per 6,5 miliardi di lire e firma un triennale con la Sampdoria.

Mychajlyčenko alla Sampdoria nel 1990-1991.

Arriva in Italia con grandi aspettative sebbene in condizioni fisiche non ottimali, poiché in questo momento ha già subito diverse operazioni al ginocchio, ai legamenti collaterali e al menisco. Esordisce con i blucerchiati il 15 settembre 1990, giocando contro la Fiorentina (0-0). Segna nella partita seguente a Genova contro il Bologna (2-1). In seguito segna nella sfida d'andata di Supercoppa UEFA 1990 contro il Milan (1-1). Nel novembre successivo le sue prestazioni sono ritenute deludenti. Segna ancora in campionato nel 4-2 al Pisa e nel ritorno al Bologna fissando il punteggio sul 3-0. Inizialmente s'integra bene, ma durante il periodo a Genova, non si ambienta completamente, dovendo spesso telefonare a Kiev per parlare con parenti e amici. In questa stagione soffre di problemi fisici e qualche infortunio
All'inizio di marzo 1991 sembra perdere i favori del tecnico Vujadin Boškov, ma in seguito è reintegrato tra i titolari prima di perdere nuovamente il posto due settimane più tardi. La sua esperienza italiana è considerata un fallimento: con i colori della Sampdoria colleziona spesso prestazioni negative, perché essendo abituato a giocare in un campionato solare (da gennaio a ottobre), il fisico del sovietico non è mai riuscito ad abituarsi al ritmo del calcio italiano.
L'11 giugno 1991 si trasferisce agli scozzesi dei Glasgow Rangers in cambio di 4 miliardi di lire, firmando un contratto da 600 milioni di lire all'anno. In Scozia conquista il double nel 1992, nel 1994 e nel 1996 e il treble nazionale nel 1993, terminando la carriera nel 1996, dopo più di 100 incontri di campionato con la maglia dei Blues.

#### Nazionale
Esordisce il 29 aprile 1987 contro la Germania Est (2-0). Realizza il suo primo gol alle qualificazioni per l'Europeo 1988, contro la Francia (1-1). La seconda rete arriva proprio a Euro 1988 nella sfida vinta 3-1 sull'Inghilterra. Il 6 settembre 1989 scende per la prima volta in campo con la fascia di capitano nella partita contro l'Austria (0-0). Scende in campo da capitano in altre 13 sfide internazionali fino al 1991, quando l'URSS si scioglie. È integrato nella Nazionale della CSI: esordisce da capitano il 29 aprile 1992 giocando contro l'Inghilterra (2-2). Dopo aver giocato tutti gli incontri da capitano, il 28 ottobre 1992 debutta anche con i colori dell'Ucraina contro la Bielorussia (1-1). Il 12 ottobre 1994, a quasi due anni dall'ultimo incontro giocato, il CT Sabo lo schiera titolare contro la Slovenia. Totalizza 43 presenze e 9 reti in sette anni, giocando per tre nazionali diverse e partecipando a due europei (1988 e 1992) e ad un'Olimpiade (vinta a Seul 1988). Salta il Mondiale di Italia 1990 per infortunio, Lobanovs'kyj decide di non rischiarlo. Totalizzò due presenze anche con l'Ucraina, nel 1992 e nel 1994.

### Allenatore
Diviene il vice di Lobanovs'kyj fino al 23 maggio 2002, quando alla scomparsa del Colonnello, Mychajličenko prende il suo posto sulla panchina della Dinamo Kiev inizialmente ad interim, in seguito definitivamente. Con la Dinamo Kiev gioca un calcio di qualità, veloce e offensivo ottenendo ottimi risultati anche grazie alla coppia offensiva Verpakovskis-Milevs'kyj. Il 27 agosto 2004 è licenziato dal club di Kiev, che lo sostituisce con József Szabó, che ricopriva anche la carica di vicepresidente del club.
Alla guida dell'U-21 ucraina lancia nel calcio internazionale Arcëm Mileŭski.
Nel gennaio 2008 è chiamato a sostituire Oleh Blochin sulla panchina della Nazionale ucraina, firmando un biennale. Esonerato nel 2009, nell'ottobre 2011 ritorna alla Dinamo Kiev come direttore sportivo.

## Statistiche

### Cronologia presenze e reti in nazionale

#### Unione Sovietica
| Cronologia completa delle presenze e delle reti in nazionale ― Unione Sovietica | Cronologia completa delle presenze e delle reti in nazionale ― Unione Sovietica | Cronologia completa delle presenze e delle reti in nazionale ― Unione Sovietica | Cronologia completa delle presenze e delle reti in nazionale ― Unione Sovietica | Cronologia completa delle presenze e delle reti in nazionale ― Unione Sovietica | Cronologia completa delle presenze e delle reti in nazionale ― Unione Sovietica | Cronologia completa delle presenze e delle reti in nazionale ― Unione Sovietica | Cronologia completa delle presenze e delle reti in nazionale ― Unione Sovietica |
| Data                                                                            | Città                                                                           | In casa                                                                         | Risultato                                                                       | Ospiti                                                                          | Competizione                                                                    | Reti                                                                            | Note                                                                            |
| ------------------------------------------------------------------------------- | ------------------------------------------------------------------------------- | ------------------------------------------------------------------------------- | ------------------------------------------------------------------------------- | ------------------------------------------------------------------------------- | ------------------------------------------------------------------------------- | ------------------------------------------------------------------------------- | ------------------------------------------------------------------------------- |
| 29-4-1987                                                                       | Kiev                                                                            | Unione Sovietica                                                                | 2 – 0                                                                           | Germania Est                                                                    | Qual. Euro 1988                                                                 | -                                                                               | 72’                                                                             |
| 3-6-1987                                                                        | Oslo                                                                            | Norvegia                                                                        | 0 – 1                                                                           | Unione Sovietica                                                                | Qual. Euro 1988                                                                 | -                                                                               |                                                                                 |
| 29-8-1987                                                                       | Belgrado                                                                        | Jugoslavia                                                                      | 0 – 1                                                                           | Unione Sovietica                                                                | Amichevole                                                                      | -                                                                               | 46’                                                                             |
| 9-9-1987                                                                        | Mosca                                                                           | Unione Sovietica                                                                | 1 – 1                                                                           | Francia                                                                         | Qual. Euro 1988                                                                 | 1                                                                               | 70’                                                                             |
| 23-9-1987                                                                       | Mosca                                                                           | Unione Sovietica                                                                | 3 – 0                                                                           | Grecia                                                                          | Amichevole                                                                      | -                                                                               | Ammonizione                                                                     |
| 10-10-1987                                                                      | Berlino Est                                                                     | Germania Est                                                                    | 1 – 1                                                                           | Unione Sovietica                                                                | Qual. Euro 1988                                                                 | -                                                                               | 55’                                                                             |
| 1-6-1988                                                                        | Mosca                                                                           | Unione Sovietica                                                                | 2 – 1                                                                           | Polonia                                                                         | Amichevole                                                                      | -                                                                               |                                                                                 |
| 12-6-1988                                                                       | Colonia                                                                         | Unione Sovietica                                                                | 1 – 0                                                                           | Paesi Bassi                                                                     | Euro 1988 - 1º turno                                                            | -                                                                               |                                                                                 |
| 15-6-1988                                                                       | Hannover                                                                        | Irlanda                                                                         | 1 – 1                                                                           | Unione Sovietica                                                                | Euro 1988 - 1º turno                                                            | -                                                                               |                                                                                 |
| 18-6-1988                                                                       | Francoforte sul Meno                                                            | Inghilterra                                                                     | 1 – 3                                                                           | Unione Sovietica                                                                | Euro 1988 - 1º turno                                                            | 1                                                                               |                                                                                 |
| 22-6-1988                                                                       | Stoccarda                                                                       | Unione Sovietica                                                                | 2 – 0                                                                           | Italia                                                                          | Euro 1988 - Semifinale                                                          | -                                                                               |                                                                                 |
| 25-6-1988                                                                       | Monaco di Baviera                                                               | Paesi Bassi                                                                     | 2 – 0                                                                           | Unione Sovietica                                                                | Euro 1988 - Finale                                                              | -                                                                               |                                                                                 |
| 17-8-1988                                                                       | Turku                                                                           | Finlandia                                                                       | 0 – 0                                                                           | Unione Sovietica                                                                | Amichevole                                                                      | -                                                                               |                                                                                 |
| 31-8-1988                                                                       | Reykjavík                                                                       | Islanda                                                                         | 1 – 1                                                                           | Unione Sovietica                                                                | Qual. Mondiali 1990                                                             | -                                                                               |                                                                                 |
| 19-10-1988                                                                      | Kiev                                                                            | Unione Sovietica                                                                | 2 – 0                                                                           | Austria                                                                         | Qual. Mondiali 1990                                                             | 1                                                                               |                                                                                 |
| 21-11-1988                                                                      | Damasco                                                                         | Siria                                                                           | 0 – 2                                                                           | Unione Sovietica                                                                | Amichevole                                                                      | -                                                                               |                                                                                 |
| 23-11-1988                                                                      | Al Kuwait                                                                       | Kuwait                                                                          | 0 – 1                                                                           | Unione Sovietica                                                                | Amichevole                                                                      | 1                                                                               |                                                                                 |
| 27-11-1988                                                                      | Al Kuwait                                                                       | Kuwait                                                                          | 0 – 2                                                                           | Unione Sovietica                                                                | Amichevole                                                                      | -                                                                               |                                                                                 |
| 26-4-1989                                                                       | Kiev                                                                            | Unione Sovietica                                                                | 3 – 0                                                                           | Germania Est                                                                    | Qual. Mondiali 1990                                                             | -                                                                               |                                                                                 |
| 10-5-1989                                                                       | Istanbul                                                                        | Turchia                                                                         | 0 – 1                                                                           | Unione Sovietica                                                                | Qual. Mondiali 1990                                                             | 1                                                                               |                                                                                 |
| 6-9-1989                                                                        | Vienna                                                                          | Austria                                                                         | 0 – 0                                                                           | Unione Sovietica                                                                | Qual. Mondiali 1990                                                             | -                                                                               | cap.                                                                            |
| 8-10-1989                                                                       | Karl-Marx-Stadt                                                                 | Germania Est                                                                    | 2 – 1                                                                           | Unione Sovietica                                                                | Qual. Mondiali 1990                                                             | -                                                                               | cap.                                                                            |
| 15-11-1989                                                                      | Sinferopoli                                                                     | Unione Sovietica                                                                | 2 – 0                                                                           | Turchia                                                                         | Qual. Mondiali 1990                                                             | -                                                                               |                                                                                 |
| 16-5-1990                                                                       | Ramat Gan                                                                       | Israele                                                                         | 3 – 2                                                                           | Unione Sovietica                                                                | Amichevole                                                                      | 1                                                                               | 76’                                                                             |
| 29-8-1990                                                                       | Mosca                                                                           | Unione Sovietica                                                                | 1 – 2                                                                           | Romania                                                                         | Amichevole                                                                      | 1                                                                               | cap.                                                                            |
| 12-9-1990                                                                       | Mosca                                                                           | Unione Sovietica                                                                | 2 – 0                                                                           | Norvegia                                                                        | Qual. Euro 1992                                                                 | -                                                                               | cap.                                                                            |
| 3-11-1990                                                                       | Roma                                                                            | Italia                                                                          | 0 – 0                                                                           | Unione Sovietica                                                                | Qual. Euro 1992                                                                 | -                                                                               | cap.                                                                            |
| 27-3-1991                                                                       | Francoforte sul Meno                                                            | Germania                                                                        | 2 – 1                                                                           | Unione Sovietica                                                                | Amichevole                                                                      | -                                                                               | cap.                                                                            |
| 17-4-1991                                                                       | Budapest                                                                        | Ungheria                                                                        | 0 – 1                                                                           | Unione Sovietica                                                                | Qual. Euro 1992                                                                 | 1                                                                               | cap. 56’                                                                        |
| 21-5-1991                                                                       | Londra                                                                          | Inghilterra                                                                     | 3 – 1                                                                           | Unione Sovietica                                                                | England Challenge Cup                                                           | -                                                                               | cap.                                                                            |
| 23-5-1991                                                                       | Manchester                                                                      | Argentina                                                                       | 1 – 1                                                                           | Unione Sovietica                                                                | England Challenge Cup                                                           | -                                                                               | cap.                                                                            |
| 29-5-1991                                                                       | Mosca                                                                           | Unione Sovietica                                                                | 4 – 0                                                                           | Cipro                                                                           | Qual. Euro 1992                                                                 | 1                                                                               | cap.                                                                            |
| 28-8-1991                                                                       | Oslo                                                                            | Norvegia                                                                        | 0 – 1                                                                           | Unione Sovietica                                                                | Qual. Euro 1992                                                                 | -                                                                               | cap.                                                                            |
| 25-9-1991                                                                       | Mosca                                                                           | Unione Sovietica                                                                | 2 – 2                                                                           | Ungheria                                                                        | Qual. Euro 1992                                                                 | -                                                                               | cap.                                                                            |
| 12-10-1991                                                                      | Mosca                                                                           | Unione Sovietica                                                                | 0 – 0                                                                           | Italia                                                                          | Qual. Euro 1992                                                                 | -                                                                               | cap.                                                                            |
| 13-11-1991                                                                      | Larnaca                                                                         | Cipro                                                                           | 0 – 3                                                                           | Unione Sovietica                                                                | Qual. Euro 1992                                                                 | -                                                                               | cap.                                                                            |
| Totale                                                                          |                                                                                 | Presenze                                                                        | 36                                                                              |                                                                                 | Reti                                                                            | 9                                                                               |                                                                                 |

#### CSI
| Cronologia completa delle presenze e delle reti in nazionale ― Comunità degli Stati Indipendenti | Cronologia completa delle presenze e delle reti in nazionale ― Comunità degli Stati Indipendenti | Cronologia completa delle presenze e delle reti in nazionale ― Comunità degli Stati Indipendenti | Cronologia completa delle presenze e delle reti in nazionale ― Comunità degli Stati Indipendenti | Cronologia completa delle presenze e delle reti in nazionale ― Comunità degli Stati Indipendenti | Cronologia completa delle presenze e delle reti in nazionale ― Comunità degli Stati Indipendenti | Cronologia completa delle presenze e delle reti in nazionale ― Comunità degli Stati Indipendenti | Cronologia completa delle presenze e delle reti in nazionale ― Comunità degli Stati Indipendenti |
| Data                                                                                             | Città                                                                                            | In casa                                                                                          | Risultato                                                                                        | Ospiti                                                                                           | Competizione                                                                                     | Reti                                                                                             | Note                                                                                             |
| ------------------------------------------------------------------------------------------------ | ------------------------------------------------------------------------------------------------ | ------------------------------------------------------------------------------------------------ | ------------------------------------------------------------------------------------------------ | ------------------------------------------------------------------------------------------------ | ------------------------------------------------------------------------------------------------ | ------------------------------------------------------------------------------------------------ | ------------------------------------------------------------------------------------------------ |
| 29-4-1992                                                                                        | Mosca                                                                                            | Comunità degli Stati Indipendenti                                                                | 2 – 2                                                                                            | Inghilterra                                                                                      | Amichevole                                                                                       | -                                                                                                | cap.                                                                                             |
| 3-6-1992                                                                                         | Brøndby                                                                                          | Danimarca                                                                                        | 1 – 1                                                                                            | Comunità degli Stati Indipendenti                                                                | Amichevole                                                                                       | -                                                                                                | cap.                                                                                             |
| 12-6-1992                                                                                        | Norrköping                                                                                       | Comunità degli Stati Indipendenti                                                                | 1 – 1                                                                                            | Germania                                                                                         | Euro 1992 - 1º turno                                                                             | -                                                                                                | cap.                                                                                             |
| 15-6-1992                                                                                        | Göteborg                                                                                         | Paesi Bassi                                                                                      | 0 – 0                                                                                            | Comunità degli Stati Indipendenti                                                                | Euro 1992 - 1º turno                                                                             | -                                                                                                | cap.                                                                                             |
| 18-6-1992                                                                                        | Norrköping                                                                                       | Scozia                                                                                           | 3 – 0                                                                                            | Comunità degli Stati Indipendenti                                                                | Euro 1992 - 1º turno                                                                             | -                                                                                                | cap. 85’                                                                                         |
| Totale                                                                                           |                                                                                                  | Presenze                                                                                         | 5                                                                                                |                                                                                                  | Reti                                                                                             | 0                                                                                                |                                                                                                  |

#### Ucraina
| Cronologia completa delle presenze e delle reti in nazionale ― Ucraina | Cronologia completa delle presenze e delle reti in nazionale ― Ucraina | Cronologia completa delle presenze e delle reti in nazionale ― Ucraina | Cronologia completa delle presenze e delle reti in nazionale ― Ucraina | Cronologia completa delle presenze e delle reti in nazionale ― Ucraina | Cronologia completa delle presenze e delle reti in nazionale ― Ucraina | Cronologia completa delle presenze e delle reti in nazionale ― Ucraina | Cronologia completa delle presenze e delle reti in nazionale ― Ucraina |
| Data                                                                   | Città                                                                  | In casa                                                                | Risultato                                                              | Ospiti                                                                 | Competizione                                                           | Reti                                                                   | Note                                                                   |
| ---------------------------------------------------------------------- | ---------------------------------------------------------------------- | ---------------------------------------------------------------------- | ---------------------------------------------------------------------- | ---------------------------------------------------------------------- | ---------------------------------------------------------------------- | ---------------------------------------------------------------------- | ---------------------------------------------------------------------- |
| 28-10-1992                                                             | Minsk                                                                  | Bielorussia                                                            | 1 – 1                                                                  | Ucraina                                                                | Amichevole                                                             | -                                                                      | cap. 68’                                                               |
| 12-10-1994                                                             | Kiev                                                                   | Ucraina                                                                | 0 – 0                                                                  | Slovenia                                                               | Qual. Euro 1996                                                        | -                                                                      | 77’                                                                    |
| Totale                                                                 |                                                                        | Presenze                                                               | 2                                                                      |                                                                        | Reti                                                                   | 0                                                                      |                                                                        |

## Palmarès

### Giocatore

#### Club

##### Competizioni nazionali
- Campionato sovietico: 3

Dinamo Kiev: 1985, 1986, 1990
- Coppa sovietica: 3

Dinamo Kiev: 1984-1985, 1986-1987, 1989-1990
- Supercoppa sovietica: 2

Dinamo Kiev: 1986, 1987
- Campionato italiano: 1

Sampdoria: 1990-1991
- Campionato scozzese: 5

Rangers: 1991-1992, 1992-1993, 1993-1994, 1994-1995, 1995-1996
- Coppa di Scozia: 3

Rangers: 1991-1992, 1992-1993, 1995-1996
- Coppa di Lega scozzese: 2

Rangers: 1992-1993, 1993-1994

##### Competizioni internazionali
- Coppa delle Coppe: 1

Dinamo Kiev: 1985-1986

#### Nazionale
- Oro olimpico: 1

Seul 1988

#### Individuale
- Calciatore ucraino dell'anno: 2

1987, 1988
- Calciatore sovietico dell'anno: 1

1988

### Allenatore
- Campionato ucraino: 2

Dinamo Kiev: 2002-2003, 2003-2004
- Coppa d'Ucraina: 2

Dinamo Kiev: 2002-2003, 2019-2020